# Marianki (Świecie)
Marianki – część miasta Świecie w Polsce, położonego w woj. kujawsko-pomorskim, w powiecie świeckim. 
Dawniej osada kociewska w gminie Świecie.
W latach 1975–1998 miejscowość administracyjnie należała do województwa bydgoskiego.
Inne miejscowości o nazwie Marianki: Marianki